# Mihai Răduț
Mihai Răduț (n. 18 martie 1990, Slatina, Olt, România) este un fotbalist român, care joacă pe post de mijlocaș la FCU Craiova în Liga a II-a. Pe plan internațional, are prezențe la națională pentru România Sub-19, România Sub-21 și România.

## Carieră și familie
Este fiul fostului fotbalist slătinean, Valentin Răduț (n. 1964), care a jucat între 1981-84 la FC Olt evoluând chiar și în Divizia A. Datorită talentului său, a fost invitat în selecția U.E.F.A.'83, fiind coleg de generație cu Emil Săndoi, Gheorghe Mihali, Zsolt Muzsnay, șamd. Are 6 prezențe pe prima scenă fotbalistică.
În returul ediției 1984-85 tatăl lui debutează la Metalurgistul Slatina, echipă unde avea să devină cel mai bun marcator al fotbalului slătinean. În sezonul 1990-91, câștigă titlul de golgheter al seriei a II a cu 19 goluri. În cei șapte ani de Divizia B, a reușit să marcheze 71 de goluri. Este până la ora actuală golgheterul fotbalului slătinean. În 1993, la numai 29 de ani, este nevoit să-și întrerupă activitatea asemeni altor colegi de generație pentru că fotbalul slătinean a fost abandonat definitiv de cei care trebuiau să-l susțină. 
Mihai Răduț, a început fotbalul la LPS Slatina, după care la 12 ani a ajuns la Alprom Slatina, echipă cu care a ocupat locul secund în Campionatul Republican, în sezonul 2002-03. A fost curtat de Steaua și Dinamo, dar la 14 ani a ales să se mute la Școala de Fotbal Ardealul, din Cluj-Napoca. După ce a fost monitorizat o perioadă de Sporting Lisabona, în 2007 a fost legitimat la echipa portugheză, la vârsta de 17 ani.
Deoarece la Sporting a fost folosit pe postul de fundaș dreapta, ceea ce nu i-a convenit, în 2008 s-a hotărât să revină în țară, și a semnat cu divizionara secundă Internațional Curtea de Argeș, alături de care în 2009 a reușit să promoveze în Liga I.
A evoluat la toate echipele de tineret ale României, începând cu cea sub 17 ani. A debutat la echipa mare a României la data de 29 mai 2010, într-un meci amical împotriva Ucrainei.
În 2010, a semnat un contract pentru cinci sezoane cu FC Steaua București.
În 2016 semnează cu Hatta Club din Emiratele Arabe Unite, reziliindu-și contractul după doar două meciuri.

## Titluri
Steaua București
- Cupa României (1): 2010-2011[7]
- Liga I: 2013-2014
- Supercupa României (1): 2013